# المسجد الكبير (بروكسل)
المسجد الكبير في بروكسل هو أقدم مسجد في بروكسل. يقع المسجد في منتزه سيكونتنير وهو أيضا مجلس المركز الإسلامي والثقافي لبلجيكا.
البناية الأصلية بنيت من قبل المصمم إيرنست فان همبيك بأسلوب عربي، لتشكيل السرادق الشرقي للمعرض الوطني في بروكسل في 1880. قلة الصيانة في القرن العشرين سببت تدهورا تدريجيا للبناية.
في 1967، الملك بودوان الأول أعار البناية للملك فيصل بن عبد العزيز عاهل المملكة العربية السعودية بدون إيجار 99 سنوات، في زيارة رسمية إلى بلجيكا كجزء من المفاوضات لضمان عقود النفط. تحولت هذه البنايات إلى مكان عبادة خاص للمهاجرين المسلمين في بلجيكا، وكان أغلبهم في ذلك الوقت من المغرب وتركيا. كجزء من الصفقة، ووُظف أئمة من منطقة الخليج، طبقا لجورج Dallemagne. أُعيد بناء المسجد، على حساب المملكة العربية السعودية من قبل المصمم التونسي (بوبكر)، افتتح في عام 1978 بحضور خالد بن عبد العزيز والملك بودوان.
صار المسجد بمثابة مؤسسة دينية قيادية للجالية الإسلامية البلجيكية — بالإضافة إلى دوره كجسر دبلوماسي بين الحكومات الملكية السعودية والبلجيكية — حيث كان نقطة تحاور منذ إعادة تأسيسه.
الأئمة والمسؤولون نشروا رسالة الإسلام التي تقول إن الإسلام دين سلام وليس له علاقة بالإرهاب، بعد هجوم باريس في نوفمبر/تشرين الثّاني 2015.

## منظمة
بالمرسوم الذي وقع من قبل وزير التعليم البلجيكي أندريه بيرتولي في عام 1983 المسجد تحت سيطرة رابطة العالم الإسلامي. وهي المسؤولة عن تمويله أيضا. رابطة العالم الإسلامي، التي تمولها حكومة المملكة العربية السعودية. المراكز الثقافية الإسلامية هي مدارس ومراكز أبحاث إسلامية أهدافها نشر الدين الإسلامي. تقام الصلوات باللغة العربية. يقدم المركز دروسا باللغة العربية للبالغين والأطفال. [بحاجة لمصدر]